# Santa Rosa del Sur
Santa Rosa del Sur ist eine Gemeinde (municipio) in Kolumbien im Departamento Bolívar.

## Geographie
Santa Rosa del Sur liegt im Süden von Bolívar in der Subregion Magdalena Medio 650 km südlich von Cartagena und hat eine Durchschnittstemperatur von 26 °C. Santa Rosa del Sur liegt in den Ausläufern der Zentralkordillere der Anden in der Serranía de San Lucas auf einer Höhe von 650 m ü. NN.
An die Gemeinde grenzen im Norden Morales, im Osten Simití und San Pablo, im Süden Segovia im Departamento de Antioquia und im Westen Montecristo.

## Bevölkerung
Die Gemeinde Santa Rosa del Sur hat 46.017 Einwohner, von denen 26.627 im städtischen Teil (cabecera municipal) der Gemeinde leben (Stand 2019).

## Geschichte
Santa Rosa del Sur wurde 1540 von Alonso Ramírez de Orellana gegründet. Eine vermehrte Besiedlung erfolgte ab 1940 und 1984 wurde Santa Rosa del Sur zur Gemeinde.

## Wirtschaft
Die wichtigsten Wirtschaftszweige von Santa Rosa del Sur sind Rinderproduktion, Landwirtschaft und Bergbau sowie Handel.